# Эдгар (опера)
«Эдгар» (Edgar) — ранняя опера Джакомо Пуччини на либретто Фердинандо Фонтана. Представляет собой лирическую драму в трёх (изначально в четырёх) действиях. Действие происходит во Фландрии начала XIV века, на фоне «битвы золотых шпор». Первое исполнение состоялось в миланском театре «Ла Скала» 21 апреля 1889 года.

## История создания
Опера была написана по заказу издателя Джулио Рикорди после успеха дебютной оперы Пуччини («Виллисы»). Либретто вольно перерабатывает мотивы стихотворной пьесы Альфреда де Мюссе «Чаша и губы» (La Coupe et les lèvres, 1831). 
В музыкальном отношении эта опера ещё далека от зрелости, вызывая в памяти слушателей то Верди, то Понкьелли. Часто отмечались многочисленные переклички с популярнейшей оперой Бизе «Кармен». В обеих операх юноша (тенор: Эдгар, Хосе) борется между чистой любовью к девушке из родного городка (сопрано: Фиделиа, Микаэла) и сжигающей страстью к экзотической цыганке (меццо-сопрано: Тиграна, Кармен). Также присутствуют сюжетные параллели с «Тангейзером» Вагнера.
В первоначальной версии, встреченной публикой без энтузиазма, было четыре действия. В январе 1890 года издательство Ricordi публикует пересмотренный вариант (с двумя альтернативными концовками второго действия). Осенью 1891 года Пуччини пересмотрел работу снова, сократил последнее действие и создал трехактную версию оперы, которая вновь будет пересмотрена в 1905 году. В этом окончательном виде опера была принята ещё более холодно, чем в оригинальном четырехактном виде. 
Некоторые фрагменты, удалённые из партитуры в 1891 году, были впоследствии использованы в «Тоске» (например, дуэт из второго действия: Amaro sol per te m’era il morire!). Похоронный марш из третьего действия «Эдгара» исполнялся на похоронах Пуччини оркестром под руководством Тосканини вместе с арией Addio, mio dolce amor («Прощай, моя сладкая любовь») из 4-го действия.
Пуччини в итоге разочаровался в «Эдгаре» и на склоне лет с горечью отказывался включать его в канон своих трудов. На копии нот, посланной знакомой англичанке, он начертал каламбур: E Dio ti GuARdi da quest’opera! (что переводится как: «И да хранит Бог тебя от этой оперы!»).

## Партии
| Партия                                | Голос   | Премьерный исполнитель (Дирижёр: Франко Фаччо) |
| ------------------------------------- | ------- | ---------------------------------------------- |
| Эдгар                                 | тенор   | Грегорио Габриэлеско                           |
| Фиделия                               | сопрано | Аурелия Каттанео                               |
| Тиграна                               | сопрано | Ромильда Панталеони                            |
| Франк                                 | баритон | Антонио Маджини-Колетти                        |
| Гвалтиеро, отец Фиделии и Франка      | бас     | Пио Марини                                     |
| Хор: Крестьяне, солдаты, монахи, дети |         |                                                |

## Краткое либретто (трёхактная версия)

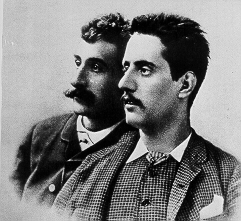
Фердинандо Фонтана и Джакомо Пуччини — либреттист и композитор

Первое действие происходит на фоне сельской местности во Фландрии. Влюблённая в Эдгара молодая девушка Фиделия радостно встречает восход солнца. Увидев Эдгара, она дарит ему весенние цветы. Появляется цыганка Тиграна; она пленяет юношу своими страстными песнями. В церковь идут поселяне. Тиграна издевается над их смирением и покорностью, продолжая петь и плясать во время церковной службы. Разгневанная толпа хочет расправиться с непокорной цыганкой, но на помощь ей приходит Эдгар. Он проклинает односельчан, в порыве ярости поджигает родной дом и хочет бежать вместе с Тиграной. Их останавливает брат Фиделии Франк, который давно любит Тиграну. Эдгар в поединке ранит Франка и скрывается.
Во втором действии мы видим Эдгара ночью в своём дворце. Добившись богатства, Эдгар пресытился любовью Тиграны. Он вспоминает Фиделию и минувшие счастливые дни. Раскаяние терзает его. Вдали появляется отряд фламандских солдат во главе с их предводителем Франком. Эдгар узнаёт Франка и примиряется с ним. Вместе с отрядом он уходит на бой с врагами.
Место действия третьего акта — бастион крепости Куртрэ после «битвы шпор». Во время торжественных похорон павшего в бою рыцаря Эдгара звучит реквием. Появляется монах, рассказывающий воинам и народу о греховной жизни и преступлениях Эдгара. Ропот в народе; толпа бросается к гробу, чтобы уничтожить труп нечестивца. Фиделия мужественно останавливает разъярённую толпу. Оплакивая умершего рыцаря, она рассказывает о своей любви. Монах сбрасывает капюшон: это Эдгар, которого все считали погибшим. Фиделия падает в его объятия. Вбегает Тиграна. Ударом кинжала она закалывает свою соперницу. Эдгар в отчаянии рыдает над телом верной Фиделии.

## Известные арии
| 1 действие - «O fior del giorno» — Фиделия - «Già il mandorlo vicino» — Фиделия - «Questo amor, vergogna mia» — Франк - «Tu il cuor mi strazi» — Тиграна 2 действие - «Orgia, chimera dall’occhio vitreo» — Эдгар | 3 действие - «Addio, mio dolce amor» — Фиделия - «Nel villaggio d’Edgar» — Фиделия - «Ah! se scuoter della morte» — Тиграна (в 4-х актном исполнении) 4 действие - «Un’ora almen» — Фиделия |

## Записи
| Год  | Исполнители (Эдгар, Фиделия, Тиграна, Франк)                          | Дирижёр, театр и оркестр                                                                        | Запись                                                                 |
| ---- | --------------------------------------------------------------------- | ----------------------------------------------------------------------------------------------- | ---------------------------------------------------------------------- |
| 1977 | Карло Бергонци, Рената Скотто, Gwendolyn Killebrew, Vicente Sardinero | Эва Куэлер, Opera Orchestra of New York, Schola Cantorum of New York (Записано в Карнеги-холле) | Audio CD: CBS/Sony Classical Cat: M2K 79213                            |
| 2006 | Пласидо Доминго, Adriana Damato, Marianne Cornetti, Хуан Понс         | Alberto Veronesi, Оркестр Академии Святой Цецилии                                               | Audio CD: Deutsche Grammophon Cat: 00289 477 6102 (во второй редакции) |
| 2008 | Хосе Кура, Amarilli Nizza, Julia Gertseva, Marco Vratogna             | Yorum David, Оркестр и хор туринского театра Реджо                                              | DVD: Arthaus Musik Cat: 101 377 (в первой редакции)                    |